# Runski kamni iz Jellinga
Runski kamni iz Jellinga (dansko Jellingstenene) so masivni izrezljani runski kamni iz 10. stoletja, najdeni v mestu Jelling na Danskem. Starejšega od dveh kamnov je postavil kralj Gorm Starejši v spomin na svojo ženo Thyro. Večjega od obeh kamnov je postavil sin kralja Gorma, Harald Modrozobi, v spomin na svoje starše, proslavljajoč njegovo osvojitev Danske in Norveške ter spreobrnitev Dancev v krščanstvo. Runski napisi na teh kamnih veljajo za najbolj znane na Danskem. Leta 1994 so bili kamni, poleg grobnih gomil in majhne cerkve v bližini, vpisani na Unescov seznam svetovne dediščine kot neprimerljiv primer tako poganske kot krščanske nordijske kulture.

## Pomen
Kamni so močno identificirani z nastankom Danske kot nacionalne države. Oba napisa omenjata ime Danska (v obliki tožilnika tanmaurk ([dɑnmɒrk]) na velikem kamnu in rodilnika tanmarkar (izgovorjeno [dɑnmɑrkɑɹ̻̊˔]) na majhnem kamnu).
Večji kamen izrecno omenja spreobrnitev Danske od nordijskega poganstva in proces pokristjanjevanja, poleg upodobitve križanega Kristusa; zato ga popularno imenujejo »danski krstni list« (Danmarks dåbsattest), izraz, ki ga je v 1930-ih skoval umetnostni zgodovinar Rudolf Broby-Johansen.

## Nedavna zgodovina
Po tisočletni izpostavljenosti vremenskim vplivom se začnejo kazati razpoke. 15. novembra 2008 so strokovnjaki Unesca pregledali kamne, da bi ugotovili njihovo stanje. Strokovnjaki so zahtevali, da se kamni premaknejo v notranjo razstavno dvorano ali kako drugače zaščitijo na kraju samem, da se prepreči nadaljnja škoda zaradi vremena.
Februarja 2011 je bila lokacija vandalizirana z uporabo zelene barve v spreju, z besedo GELWANE, napisano na obeh straneh večjega kamna, in z identičnimi grafitom, razpršenim na bližnjem nagrobniku in na vratih cerkve. Po dolgih ugibanjih o možnem pomenu enigmatične besede gelwane je bilo končno ugotovljeno, da je vandal 15-letni deček z Aspergerjevim sindromom, sama beseda pa je bila brez pomena. Ker se barva še ni popolnoma strdila, so jo strokovnjaki lahko odstranili.
Danska agencija za dediščino se je odločila kamne obdržati na trenutni lokaciji in izbrala zasnovo zaščitnega ohišja med 157 projekti, prijavljenimi na natečaju. Zmagovalec natečaja je bil Nobel Architects. Stekleno ohišje ustvarja klimatski sistem, ki ohranja kamne pri fiksni temperaturi in vlažnosti ter jih ščiti pred vremenskimi vplivi. Zasnova vključuje pravokotno stekleno ohišje, ojačano z dvema masivnima bronastima stranicama, nameščenima na nosilnem jeklenem skeletu. Steklo je prevlečeno z antirefleksnim materialom, ki daje eksponatu zelenkast odtenek. Poleg tega bronasta patina oddaja rjasto, zelenkasto barvo, ki poudarja sive in rdečkaste tone runskih kamnov ter poudarja njihov monumentalni značaj in pomen.

## Runski kamen Haralda Modrozobega
Napis na večjem od dveh kamnov iz Jellinga (Jelling II, Rundata DR 42) pomeni:
Kralj Haraldr je ukazal narediti ta spomenik v spomin na Gormarja, svojega očeta, in v spomin na Thyrvé, svojo mater; tistega Haraldra, ki si je pridobil vso Dansko in Norveško in naredil Dance za kristjane.
V normalizirani stari norveščini:
Haraldr konungr bað gǫrva kumbl þausi aft Gorm faður sinn auk aft Þórví móður sína. Sá Haraldr es sér vann Danmǫrk alla auk Norveg auk dani gærði kristna.
danski prevod:
Kong Harald bød gøre disse kumler efter Gorm, sin fader, og efter Thyre, sin moder, den Harald, som vandt sig hele Danmark og Norge og gjorde danerne kristne.

Na eni strani kamna je podoba križanega Kristusa, na drugi pa kača, ki se ovija okoli leva. Kristus je upodobljen, da stoji v obliki križa in se zaplete v nekaj, kar je videti kot veje. Ta upodobitev Kristusa je bila pogosto razumljena kot navedba vzporednic z 'obešanjem' nordijskega poganskega boga Odina, ki v Rúnatalu opisuje, da je bil obešen na drevo in preboden s sulico.
Haraldov runski kamenstran A  (glej sliko transkribiranih run)stran B: gravura živali in norveška trditev (glej rekonstrukcijo izvirnih barv)stran C: prizor Križanja in danska zahteva za krstBarvana kopija z razstave VIKING v Narodnem muzeju Danske]]

Napis na starejšem in manjšem od kamnov iz Jellinga (Jelling I, Rundata DR 41) pomeni »Kralj Gorm je naredil ta spomenik v spomin na Thyrvé, svojo ženo, okras Danske«.

|           | Prepis                                                            | prečrkovanje[15]                                                    |
| (stran A) | ᚴᚢᚱᛘᛦ ᛬ ᚴᚢᚾᚢᚴᛦ ᛬ ᛬ ᚴ(ᛅᚱ)ᚦᛁ ᛬ ᚴᚢᛒᛚ ᛬ ᚦᚢᛋᛁ ᛬ ᛬ ᛅ(ᚠᛏ) ᛬ ᚦᚢᚱᚢᛁ ᛬ ᚴᚢᚾᚢ | : kurmʀ : kunukʀ : : k(ar)þi : kubl : þusi : : a(ft) : þurui : kunu |
| (stran B) | ᛋᛁᚾᛅ ᛬ ᛏᛅᚾᛘᛅᚱᚴᛅᛦ ᛬ ᛒᚢᛏ ᛬                                          | : sina : tanmarkaʀ : but :                                          |
Gormov runski kamenstran Astran B: Danska trditev v okrasju

1. 
2. 
3. 
4. 
5. 
6. 
7. 
8. 
9. 
10. 
11. 
12. 
13. 
14. 
15. 

- Hogan, C. Michael. "Jelling Stones," Megalithic Portal, editor Andy Burnham
- Rundata, Joint Nordic database for runic inscriptions.
- Jacobsen, Lis; Moltke, Erik (1941–42). Danmarks Runeindskrifter. Copenhagen: Ejnar Munksgaards Forlag.

Wikimedijina zbirka ponuja več predstavnostnega gradiva o temi: Runski kamni iz Jellinga.

- World Heritage (UNESCO)
- Rune stones, mound and church in Jelling